# Túnel Carrizalito
El Túnel Carrizalito es el nombre que recibe un túnel ferroviario en el tramo entre las estaciones Alí primera y las Adjuntas en el Sistema Metro de Los Teques.

## Descripción
Aunque en un proyecto anterior se tenía previsto construir varios túneles más pequeños llamados Carrizalito 1 y 2 La senda y la Esperanza, posteriormente se decidió que se construiría un solo gran túnel que es el más largo de los construidos para este tramo (siendo los otros Corral de Piedras, California 1 y 2, La Línea y Río Cristal).
Fue inaugurado en el año 2006 cuando se abrió el primer tramo del Metro de los Teques del que constituía el 33% de esa primera fase. Siendo uno de los trenes urbanos más grandes para un sistema de Metro en América Latina con 3576 metros líneales de longitud. En 2013 y 2014 se realizaron trabajos en este túnel mientras se mantenía en operación para posibilitar la construcción de la estación Ayacucho.